# La cacera del Goeben i del Breslau
La cacera del Goeben i del Breslau va ser una persecució naval que va tenir lloc a la mar Mediterrània a l'esclat de la Primera Guerra Mundial, quan els elements de la flota britànica en la Mediterrànea van intentar interceptar la Mittelmeerdivision (flota alemanya en la Mediterrània) formada pel creuer de batalla SMS Goeben i pel creuer lleuger SMS Breslau.
Els vaixells alemanys van escapar de la flota britànica i van creuar els Dardanels per a arribar a Constantinoble, on van ser finalment lliurats a l'Imperi Otomà. El SMS Goeben va ser rebatejat amb el nom de Yavûz Sultân Selîm i va ser comandat pel seu capità alemany per a atacar les posicions russes, fent que l'Imperi Otomà entrés a la guerra al costat de les Potències Centrals.
Malgrat que va ser una «batalla» sense vessament de sang, el fracàs de la cacera britànica va tenir enormes conseqüències polítiques i militars. En un curt termini, això va acabar amb la carrera dels dos almiralls britànics que van participar en la cacera. Anys més tard, Winston Churchill, qui va ser primer Lord de l'Almirallat, va escriure la seva opinió que «en obligar Turquia a entrar a la guerra, el Goeben va portar més morts, més misèria i més ruïna del que mai havia portat la brúixola d'un vaixell.»

## Antecedents
La Mittelmeerdivision de la Kaiserliche Marine (Armada Imperial) va ser creada a l'octubre de 1912 i estava formada només pel SMS Goeben i el SMS Breslau, sota el comandament del contraalmirall Wilhelm Souchon. En cas de guerra, el paper de la flota era interceptar els transports de tropa francesa que transportaven les tropes colonials d'Algèria cap a França.

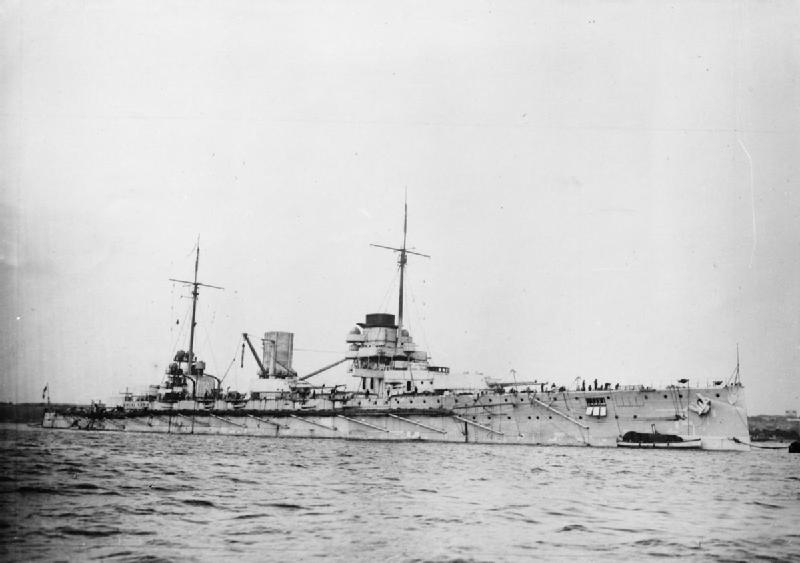
SMS Goeben

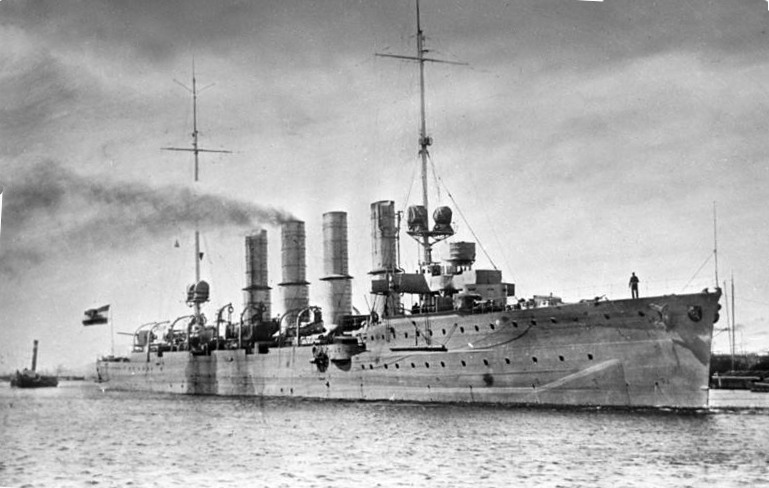
SMS Breslau

Quan va esclatar la guerra entre l'Imperi austrohongarès i el Regne de Sèrbia al 28 de juliol de 1914, Souchon estava a Pula reparant les calderes del Goeben. Per a evitar quedar atrapat a l'Adriàtica, Souchon es va afanyar a completar tant treball com li va ser possible i va portar els seus vaixells a la Mediterrània abans de completar totes les reparacions. L'1 d'agost, va arribar a Bríndisi, però les autoritats portuàries italianes van buscar pretextos per a evitar de proveir carbó als vaixells. El Goeben es va reunir amb el Breslau a Tàrent i la petita flota va salpar cap a Messina, on Souchon podria obtenir 1.800 tones de carbó dels vaixells mercants alemanys.
Mentrestant, al 30 de juliol, Winston Churchill, el Primer Lord de l'Almirallat, va donar instruccions al comandant de la flota britànica en la Mediterrània, l'almirall Sir Archibald Berkeley Milne, de protegir el transport de tropes franceses pertanyents al xix Cos d'Africa del Nord que es dirigien a França a través de la Mediterrània. La Mediterranean Fleet, amb base a Malta, estava formada per tres creuers de batalla, ràpids i moderns (HMS Inflexible, HMS indefatigable i HMS Indomitable), quatre creuers cuirassats, quatre creuers lleugers i una flotilla de 14 destructors. Les instruccions de Milne eren «d'ajudar i protegir els francesos durant transport del seu exèrcit d'Àfrica i d'iniciar accions tan aviat com fos possible contra els vaixells alemanys, especialment el Goeben, que podrien interferir el transport de tropes. Ell hauria d'anar a veure a l'almirall francès per a informar-lo que no prendrien mesures contra forces superiors, excepte en combinació amb els francesos com a part d'una batalla general. La velocitat de la seva flota era suficient per a triar el moment. Havien d'enfortir la Mediterrània i havien de reservar la seva força des del principi.» Les ordres de Churchill no van dir explícitament el que volia dir amb «forces superiors». Més tard va dir que es referia als seus vaixells de guerra de la flota austrohongaresa (Kaiserliche und Königliche Kriegsmarine), i que no era convenient que els tres creuers de batalla britànics ataquessin sense el suport d'un cuirassat.
Milne va reunir la flota a Malta l'1 d'agost. El 2 d'agost, va rebre les instruccions d'interceptar al Goeben amb dos creuers de batalla i a la vegada mantindre una vigilància sobre l'Adriàtica per a evitar una sortida dels vaixells austrohongaresos. El HMS Indomitable, el HMS Indefatigable, cinc creuers i vuit destructors, comandats pel contralmirall Ernest Troubridge, van ser enviats a cobrir l'Adriàtica. El Goeben ja s'havia anat però va ser vist al mateix dia a Tàrent pel cònsol britànic, que va informar a Londres. Davant el temor que els vaixells alemanys podrien tractar d'escapar cap a l'Atlàntic, l'Almirallat va ordenar d'enviar a Gibraltar a l'Indomitable i a l'Indefatigable. L'altra tasca de Milne, la de protegir els vaixells francesos, es va veure complicada per la falta de comunicació directa amb la Marine Nationale (armada francesa) que havia ajornat el transport de les tropes. El creuer lleuger HMS Chatham va ser enviat a l'estret de Messina per a buscar al Goeben, però en aquest moment, en el matí del 3 d'agost, Souchon ja havia deixat Messina i es dirigia cap a l'oest.

## El primer contacte
Sense ordres específiques, Souchon va decidir col·locar els seus vaixells davant de les costes africanes per a atacar els vaixells de transport francesos que es dirigien cap als ports provençals. Va planejar bombardejar els ports d'embarcament de Bône i de Philippeville, a l'Algèria francesa. El Goeben es va dirigir cap a Philippeville mentre que el Breslau es va separar per anar cap a Bône.

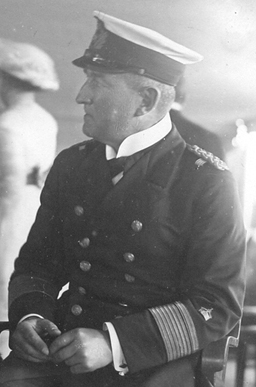
Contraalmirall Wilhelm Souchon, comandant de la Mittelmeerdivision

El 3 d'agost a les 18:00 h, mentre navegava cap a l'oest, es va rebre la informació que Alemanya havia declarat la guerra a França. Al 4 d'agost, Souchon va rebre ordres de l'almirall Alfred von Tirpitz: «Aliança amb el govern del Partit Unió i Progrès  feta al 3 d'agost. Ficar immediatament rumb a Constantinoble». Tan a prop dels seus objectius, Souchon va ignorar l'ordre i va accelerar, hissant la bandera de Rússia per a evitar la detecció; va bombardejar la costa a l'alba abans de tornar a Messina per a proveir-se de carbó.
En virtut d'un acord amb l'Imperi Britànic d'abans de la guerra, França va poder de concentrar tota la seva flota a la Mediterrània, deixant a la Royal Navy el garantir la seguretat de la costa atlàntica francesa. Tres esquadrons de la flota francesa cobrien els transports de tropes. No obstant això, el comandant francès, l'almirall Auguste Boué de Lapeyrère va suposar que el Goeben continuaria en direcció oest cap a Gibraltar i va enviar el «Grup A» de la seva flota cap a l'oest per a fer contacte, ja que no sabia que en aquest moment Souchon va fixar un rumb cap a l'est per a poder escapar.
El 4 d'agost a les 09:30 h, Souchon es va creuar amb els creuers de batalla britànics HMS Indomitable i HMS Indefatigable, que navegaven en la direcció oposada. L'imperi Britànic encara no havia declarat la guerra a Alemanya (la declaració no es va fer fins unes hores més tard, a la mitjanit dels dies 4 i 5 d'agost) i van començar a seguir al Goeben i al Breslau, però els alemanys els van deixar ràpidament enrere. Milne va informar del contacte i de la posició, però es va oblidar d'informar l'Almirallat que els vaixells alemanys es dirigien cap a l'est. Per tant, Churchill creia que aquests vaixells serien una amenaça pel transport francès i va autoritzar a Milne d'atacar els vaixells alemanys si ells atacaven. No obstant això, en una reunió del gabinet britànic es va decidir que les hostilitats no podien començar abans d'una declaració de guerra, i a les 14:00 h Churchill es va veure obligat a cancel·lar la seva ordre d'atacar.

## La persecució
La velocitat de creuer del Goeben era de 27 nusos (50 km/h), però amb la seva caldera danyada la seva velocitat estava limitada a 24 nusos (44 km/h), ficant als homes i a les màquina als seus límits; quatre carregadors de calderes van morir per cremades de vapor. Afortunadament per a Souchon, els dos creuers britànics també patien problemes amb les seves calderes i no podien seguir el ritme del Goeben. El creuer lleuger HMS Dublin va poder mantenir el contacte mentre que l’Indomitable i l’Indefatigable s'anaven quedant enrere. El HMS Dublín va perdre contacte en el cap de Sant Vito de la costa nord de Sicília a les 19:37 h degut a la boira i a la manca de llum del vespre. El Goeben i el Breslau van tornar a Messina l'endemà al matí, i en aquest moment l'imperi Britànic i Alemanya ja estaven en guerra.

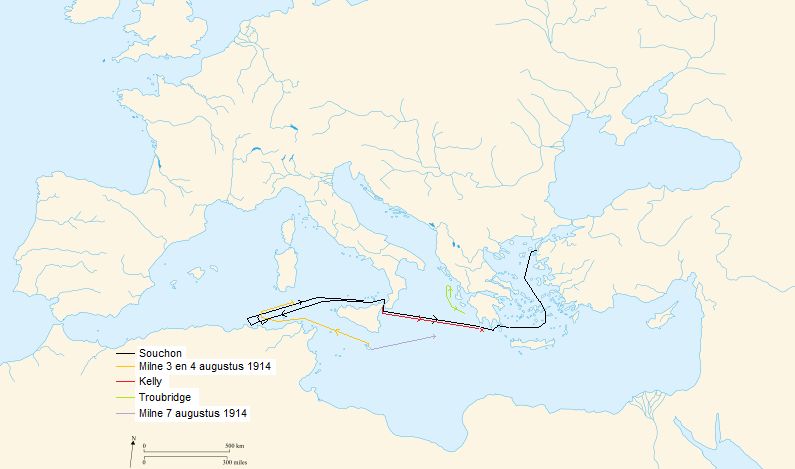
Ruta seguida pels combatents

L'Almirallat va ordenar Milne que respectés la neutralitat italiana i de mantenir-se a una distància de 9,7 quilòmetres (5,2 milles nàutiques) de la costa italiana, que prohibia el pas per l'estret de Messina. En conseqüència, Milne va situar guàrdies a les sortides de l'estret. Creient que Souchon atacaria els transports francesos i que després passaria a l'Atlàntic, va col·locar dos creuers de batalla, l’Inflexible i l’Indefatigable, per a cobrir la sortida nord (que donava accés a la Mediterrània occidental), mentre que el sortida sud de l'estret estava cobert per un sol creuer lleuger, el HMS Gloucester. Milne va enviar a l'oest l’Indomitable per a proveir de carbó a Bizerta.
Per a Souchon, Messina no era un refugi. Les autoritats italianes van insistir que abandonés el port en menys de 24 hores i van retardar el subministrament de carbó. Per a proveir-se de carbó calia obrir el pont dels vaixells mercants a vapor en els ports i palejar manualment el carbó a les seves bodegues; en la nit del 6 d'agost, tot i l'ajuda de 400 voluntaris de les tripulacions dels vaixells mercants, només van poder carregar 1.400 t, insuficient per a arribar a Constantinoble. Altres missatges de Tirpitz van agreujar encara més la situació; se'l va informar que Àustria-Hongria no proporcionaria cap ajuda naval a la Mediterrània i que l'Imperi Otomà era encara era neutral i, per tant, no hauria de navegar cap a Constantinoble. Davant l'alternativa de buscar refugi a Pula però amb la probabilitat de romandre atrapat per la resta de la guerra, Souchon va optar per dirigir-se a Constantinoble de totes maneres; el seu objectiu era forçar a l'Imperi Otomà per a començar la guerra a la mar Negra en contra del seu antic enemic, Rússia.
Al 5 d'agost Milne vigilava l'Adriàtica a la recerca de signes de la flota austrohongaresa i per a evitar que s'ajuntessin amb els vaixells alemanys. Va optar per a mantenir els seus creuers de batalla a l'oest i d'enviar el HMS Dublin amb la flota de creuers d'Ernest Troubridge a l'Adriàtica perquè, segons ell, aquest vaixell era capaç d'interceptar al Goeben i al Breslau. Troubridge va rebre l'ordre «de no enfrontar-se seriosament amb forces superiors», un advertiment per a no lluitar contra la flota austrohongaresa.
Quan el 6 d'agost el Goeben i el Breslau van entrar a la Mediterrània oriental es van trobar amb el HMS Gloucester que, sent superat en termes de poder de foc, es va limitar a seguir als vaixells alemanys.

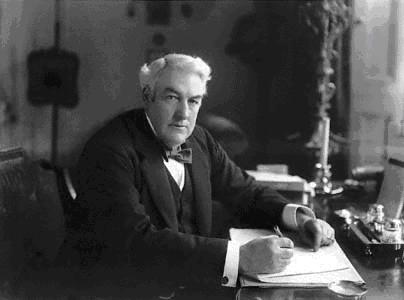
Contraalmirall Ernest Troubridge

La flota de Troubridge estava formada pels creuers de batalla HMS Defence, HMS Black Prince, HMS Warrior, HMS Duke of Edinburgh i vuit destructors armats amb torpedes. Els creuers britànics tenien canons de 230 mm i 15 cm de blindatge, mentre que el Goeben tenia canons de 280 mm i un blindatge de 28 cm. Això significava que la flota de Troubridge no només va ser superada per les poderoses armes del Goeben, sinó que també era poc probable que els canons dels seus creuers poguessin danyar seriosament al vaixell alemany, fins i tot a curta distància. A més, els vaixells britànics eren més lents, encara que el Goeben tingués les seves calderes danyades, el que significava que podia mantindre la distància durant la batalla si fos el primer a adonar-se de la presència dels vaixells britànics. Per tant, Troubridge va considerar que la seva única oportunitat era localitzar i atacar el Goeben amb una llum favorable, a la matinada, amb el Goeben a l'est dels seus vaixells i llançar un atac de torpedes amb el seu destructors. No obstant això, almenys cinc dels destructors no tenien suficient carbó per a mantenir als vaixells navegant a tota velocitat.
Al 7 d'agost a les 4:00 h, Troubridge es va adonar que no seria capaç d'interceptar als vaixells alemanys abans de l'alba. Després de deliberar, va informar a Milne de les seves intencions d'abandonar la cacera, conscient de l'ordre ambigua de Churchill d'evitar combatre contra una «força superior».
Troubridge va enviar el següent missatge a Milne poc després:
| 4.49am, 7/8/14, to Milne: Being only able to meet Goeben outside the range of our guns and inside his, I have abandoned the chase with my squadron. Goeben evidently going to the Eastern Mediterranean. | 4.49am, 7/8/14, a Milne: Sent només capaç de trobar-me amb el Goeben fora de l'abast de les nostres armes i dins del seu, he abandonat la persecució amb el meu esquadró. El Goeben evidentment es dirigeix cap a la Mediterrània Oriental. |

No va rebre la resposta fins a les 10:00 h, moment en què es va retirar cap a l'illa de Zacint per a proveir-se de combustible.

## L'evasió
Milne va ordenar al HMS Gloucester que deixés de perseguir al Goeben confiant que Souchon aniria cap a l'oest, però era obvi per al capità del Gloucester que el Goeben estava fugint cap a l'est i va continuar amb la persecució. El Breslau va intentar fustigar al Gloucester, ja que hi havia un vaixell carboner alemany a la costa de Grècia que estava esperant a Souchon i necessitava desfer-se del seu perseguidor abans de la trobada. Finalment el Gloucester va atacar el Breslau, esperant que això obligaria el Goeben a fer mitja volta per a protegir el creuer lleuger. Segons Souchon, el Breslau va ser copejat però no va patir cap dany greu. L'atac va finalitzar sense que fossin registrats més impactes directes. Finalment Milne va ordenar al Gloucester de cessar la cacera al cap Matapan.

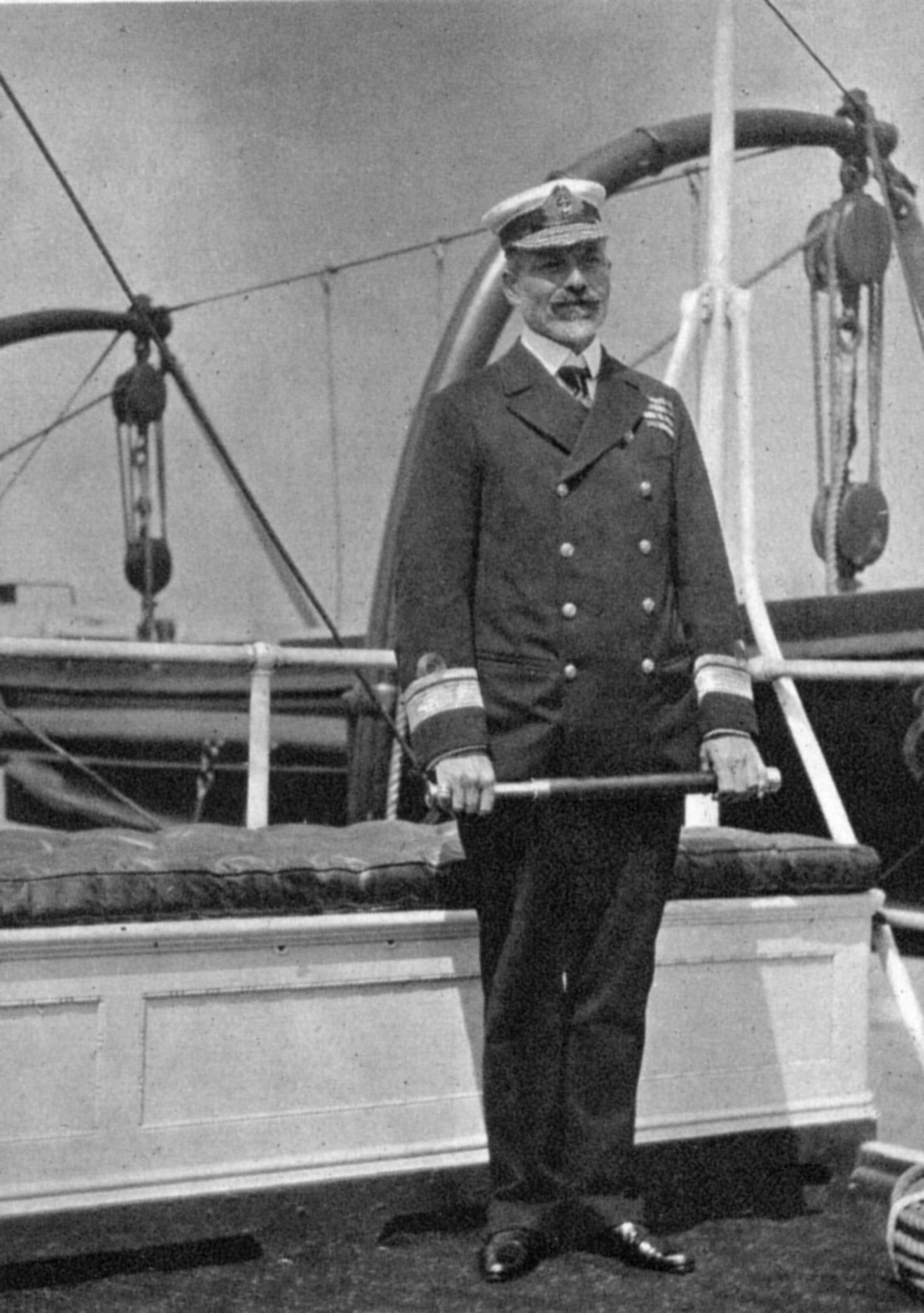
Archibald Berkeley Milne, comandant de la Mediterranean Fleet

Al 8 d'agost, poc després de la mitjanit, Milne va ordenar als seus tres creuers de batalla i al creuer lleuger HMS Weymouth que es dirigissin cap a l'est. A les 14:00 h, va rebre un missatge incorrecte de l'Almirallat declarant que l'Imperi Britànic estava en guerra amb Àustria-Hongria; realment la guerra no seria declarada abans del 12 d'agost i l'ordre va ser cancel·lada quatre hores més tard, però Milne va optar per a bloquejar l'Adriàtica en lloc de caçar al Goeben. Finalment al 9 d'agost, Milne va donar instruccions clares per a «caçar al Goeben que havia passat el Cap Matapan el dia 7, en direcció nord-est.» Milne encara no es creia que Souchon es dirigia cap als Dardanels i, per tant, va decidir vigilar la sortida de la mar Egea, ignorant que el Goeben no tenia intenció de sortir.
En aquest mateix dia, Souchon va proveir-se de carbó a l'illa de Donoussa i els vaixells de guerra alemanys van reprendre el seu viatge cap a Constantinoble. Al 10 d'agost a les 17:00 hores, van arribar als Dardanels i van esperar el permís per a creuar. Des de feia temps, Alemanya tenia contacte amb el Partit Unió i Progrés del govern imperial, i va utilitzar la seva influència per a fer pressió sobre el Ministre de la Guerra otomà Enver Pasha perquè permetés el pas dels vaixells; a més, els alemanys van aconseguir convèncer a Enver perquè ataquessin els vaixells britànics perseguidors. En el moment que Souchon va rebre el permís per a entrar a l'estret, els seus guaites van veure el fum dels vaixells britànics a l'horitzó que s'apropaven.
L'Imperi Otomà encara era un país neutral i estava obligat per un tractat a evitar el pas de vaixells de guerra alemanys per l'estret. Per a superar aquesta dificultat es va acordar que els vaixells formessin part de l'Osmanlı Donanması (armada otomana). Al 16 d'agost, després d'haver arribat a Constantinoble, el Goeben i el Breslau van ser transferits a l'armada otomana en una petita cerimònia, convertint-se respectivament en el Yavûz Sultân Selîm i el Midilli, però van conservar les seves tripulacions alemanyes amb Souchon al cap. La reacció inicial de l'Imperi Britànic va ser de satisfacció, ja que havia desaparegut l'amenaça de la Mediterrània. Al 23 de setembre, Souchon va ser nomenat comandant en cap de l'armada otomana.

## Conseqüències

### Les conseqüències a curt termini
A l'agost, Alemanya continuava confiant en una victòria ràpida i es va alegrar que l'Imperi Otomà es mantingués neutral. La mera presència d'un poderós vaixell de guerra com el Goeben a la mar de Màrmara era suficient per a tindre un esquadró naval britànic vigilant els Dardanels. No obstant això, després dels revessos alemanys en la primera batalla del Marne al setembre i amb els èxits russos en contra d'Àustria-Hongria, Alemanya va començar a considerar a l'Imperi Otomà com un aliat útil. Les tensions van començar a augmentar quan l'Imperi Otomà va tancar els Dardanels a tots els vaixells el 27 de setembre, bloquejant la sortida de la mar Negra a Rússia (que era la ruta per on Rússia realitzava el 90% del tràfic de les seves importacions i exportacions).
El regal dels dos vaixells de guerra moderns alemanys va tenir un enorme impacte positiu en la població otomana. Amb l'esclat de la guerra, Churchill va causar la indignació dels otomans quan va «requisar» dos cuirassats otomans gairebé construïts en les drassanes britàniques (el Sultan Osman I i el Reshadieh), que havien estat finançats per subscripció popular amb un cost de 6.000.000 £. Es va oferir a l'Imperi Otomà una indemnització de 1.000 £ per dia mentre durés la guerra amb la condició que es mantingués neutral; aquests dos vaixells van ser integrats als efectius de la Royal Navy amb els noms de HMS Agincourt i HMS Erin. Els otomans eren neutrals, mentre que la seva armada era pro-britànica (que va comprar 40 vaixells de guerra a les drassanes britàniques) i el seu exèrcit estava a favor d'Alemanya, de manera que els dos incidents van fer que l'Imperi Otomà s'unís finalment amb les Potències Centrals.

### El compromís otomà
Els diplomàtics francesos i russos van tractar de mantenir a l'Imperi Otomà fora de la guerra, però Alemanya va anar pressionant per que hi entrés.
Arran de l'audaç arribada de Souchon a Constantinoble al 15 d'agost de 1914, els otomans van cancel·lar el seu acord naval amb Anglaterra i la representació de la Royal Navy de l'almirall Arthur Limpus va deixar l'Imperi Otomà el 15 de setembre.
Finalment, el 29 d'octubre es va assolir el punt de no retorn quan l'almirall Souchon amb el Goeben, el Breslau i un esquadró de vaixells de guerra otomans van passar a la mar Negra per a realitzar una incursió als ports russos de Novorossiïsk, Odessa i Sebastopol. Durant 25 minuts, els canons principals i secundàries del Goeben van disparar contra Sebastopol. En resposta van ser disparats dos obusos de 300 mm des d'una fortalesa russa a més de 16 km (8,7 milles nàutiques), que van perforar la part de darrere de la nau matant a 14 homes. A la tornada, el Goeben va tocar al destructor rus Leiteneat Pushchin amb dos obusos de 150 mm i va enfonsar el minador rus Prut, que tenia 700 mines a bord destinades a un camp de mines que es volia establir a enmig del camí de tornada del creuer de batalla. L'atac a Novorossiïsk també va ser un gran èxit; els canons del Breslau van enfonsar 14 vaixells de vapor que estavan al port i van incendiar 40 tancs de petroli, que van alliberar un riu de petroli en flames que va envoltar carrers sencers.
Rússia va declarar la guerra a l'Imperi Otomà el 2 de novembre, i França i l'imperi Britànic ho van fer el 5 de novembre. S'esperava que les primeres batalles terrestres es produïssin al Caucas i els vaixells de transport de vapor van començar a portar les tropes otomanes cap a l'est al llarg de la costa d'Anatòlia, a Samsun i a Trebisonda; la flota russa de la mar Negra va enfonsar tres d'aquests vaixells. Al 16 de novembre, es va enviar un altre comboi que va ser escortat pel Breslau, mentre que el Goeben va creuar enmig de la mar Negra.
Al 18 de novembre, enmig d'un banc de boira dens, el Breslau es va tornar a ajuntar amb el Goeben. Quan es va aixecar la boira es van adonar que estaven a menys de 3.700 metres de la flota russa i a l'instant ambdues flotes van obrir foc. Un obus de 300 mm d'un cuirassat rus va perforar els 150 mm de blindatge del Goeben, matant a sis tripulants al càrrec d'un canó i fent explotar les municions; tan sols la ràpida inundació de la bodega va evitar una explosió més gran. L'Evstafi, vaixell insígnia de la flota russa, va ser tocat quatre vegades pel Goeben, matant a 33 homes. El cuirassat rus Rostilav també va ser greument danyat. La flota russa es va retirar, però va continuar amenaçant la costa otomana de la mar Negra durant la resta de la guerra.
Durant la resta de novembre i al desembre, el Breslau i el creuer lleuger Hamidie escortaven amb freqüència els transports de tropes cap al Caucas; el Goeben consumia massa carbó per a aquest tipus de tasques, encara que el 10 de desembre va llençar quinze obusos de 280 mm sobre les defenses costaneres russes de Batum.
Al 23 de desembre, hi va haver un augment d'emissions de ràdio russes que van deixar clar que la flota de la mar Negra es començaria a moure's. El Goeben i el Breslau van ser enviats per a proporcionar escorta a alguns transports, però com es començava a fer-se de nit i la mar estava tempestuosa i colpejada pels vents, el Breslau es va separar per a fer reconeixement al nord-est. Les ràdios russes s'havien silenciat i no es coneixia el destí de la flota de la mar Negra. A les 4:00 h, el Breslau va trobar la flota russa i va poder enfonsar amb un sol tret un vaixell de transport.

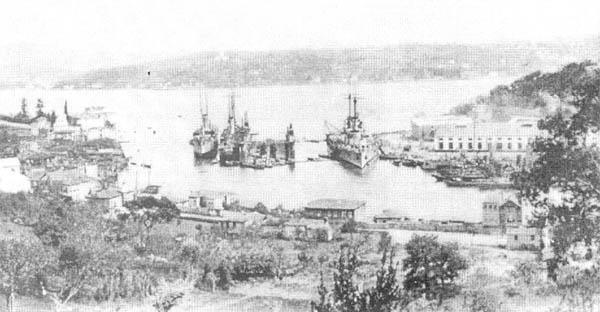
El Goeben i el Breslau al Bòsfor, 1915 (fotografia d'espionatge d'origen rus)

Al 26 de desembre, mentre tornava el Goeben d'una missió d'escorta d'un altre transport, va colpejar una mina al Bòsfor que va explotar a l'estribord. Dos minuts més tard el vaixell va xocar contra una segona mina al nivell de la barbeta; 540 tones d'aigua van deixar inutilitzable la torreta nº 3 i va inundar la nau. El creuer de batalla va ser capaç d'arribar a la cala Stenia. El dany va greu i va mantindre al Goeben al port durant tres mesos, llevat de dos sortides breus que va fer per a dissuadir els cuirassats russos que, aparentment, es van acostar a Constantinoble.
El 3 d'abril de 1915, el Goeben va deixar el Bòsfor en companyia del Breslau per a cobrir la retirada dels creuers turcs Hamidié i Medjidie, que havien estat enviats per a bombardejar Mikolaiv. El Medjidie va xocar contra una mina i es va enfonsar, per tant l'atac contra la ciutat es va haver de cancel·lar; els dos vaixells alemanys es van presentar davant de Sebastopol i van tractar de provocar un enfrontament contra la flota russa de la mar Negra. Encara que van sortir sis cuirassats russos recolzats per dos creuers i cinc destructors per a atacar-los, el Goeben i el Breslau van poder enfonsar dos vaixells de càrrega de vapor i després van fugir però mantenint una curta distància amb els seus perseguidors. Així, el Hamidié va tenir temps de tornar al Bòsfor amb els supervivents del Medjidie. Quan la distància es va reduir fins a uns 14.000 m, el Breslau es va col·locar entre el Goeben i la flota russa, i va provocar una cortina de fum dens. Amagats entre el fum, els vaixells alemanys van continuar fugint però van mantenir una velocitat prou baixa com per a no desanimar la persecució. Els russos els van perseguir ansiosament amb una velocitat màxima de 25 nusos (46 km/h). En un moment donat, el Breslau es va acostar prou com per atreure el foc de la flota russa, però amb una distància prudent per a sortir ràpidament fora de l'abast dels russos abans que algun tret li toqués. Al vespre, el Goeben i el Breslau van començar a allunyar dels seus perseguidors i el Hamidié va comunicar per ràdio que ja estava a punt de tornar a port. Cinc destructors russos van poder apropar-se al Goeben amagats entre la foscor de la nit i el fum del vaixell alemany, però les seves xerrades per ràdio els van delatar i quatre projectors d'1,5 m de la part posterior del Goeben van il·luminar als destructors que ja estaven només a 180 metres de distància. Els cànons del Breslau van obrir foc i va detruir greument a dos destructors i la resta va fugir. L'endemà al migdia, el Goeben i el Breslau van sortir del Bòsfor.

### La Royal Navy
Si bé les conseqüències del fracàs de la Royal Navy per a interceptar el Goeben i el Breslau no van aparèixer immediatament, la humiliació de la «derrota» va provocar les dimissions dels almiralls Milne i Troubridge.
Milne va ser cridat des de la Mediterrània i ja no va tenir cap comandament fins a la seva jubilació (voluntària) en 1919, fins i tot l'oferta planificada de la comandància de Nore va ser cancel·lada en 1916 a causa d'«altres exigències.» L'Almirallat va declarar en diverses ocasions que Milne va ser exonerat.
Pel seu fracàs d'enfonsar al Goeben amb els seus creuers, es va formar en novembre un Tribunal militar al contralmirall Troubridge amb els càrrecs que «ell s'havia abstingut de perseguir el vaixell alemany SMS Goeben i li va permetre fugir.» L'acusació no va ser provada perque tenia ordres de no atacar a una «força superior». No obstant això, mai va rebre un altre comandament al mar, però va realitzar valuosos serveis en la cooperació amb els serbis als Balcans i se li va donar el comandament d'una força sobre el Danubi el 1915 contra els austrohongaresos. Finalment es va retirar com almirall.

### Les conseqüències a llarg termini
Tot i que aquesta «acció» va ser relativament menor i potser no és un fet històric molt conegut, la fugida del Goeben cap a Constantinoble i la seva incorporació a la flota otomana va ser el fet més espectacular del segle xx. També va contribuir a ajudar a donar forma a la futura divisió de l'Imperi Otomà en molts estats que coneixem actualment.
El general Ludendorff va declarar en les seves memòries que ell creia que l'entrada dels otomans a la guerra havia permès a les Potències Centrals, en inferioritat numèrica, lluitar dos anys més que si ho haguessin fet sense els otomans, un opinió compartida per l'historiador Ian FW Beckett. La guerra es va estendre a l'Orient Mitjà amb els principals fronts de Gallipoli, Sinaí i Palestina, Mesopotàmia i el Caucas.
El curs de la guerra als Balcans també va ser influenciat per l'entrada de l'Imperi Otomà al costat de les Potències Centrals. Si la guerra s'hagués acabat en 1916, algunes de les batalles més sagnants com la batalla del Somme s'hauria evitat. Els Estats Units no s'hauria vist obligat a trencar la seva política d'aïllament d'intervenir en una guerra estrangera. En la seva aliança amb les Potències Centrals, l'Imperi Otomà va compartir la seva sort en la derrota. Això va donar l'oportunitat als aliats per a desmembrar al derrotat l'Imperi Otomà d'acord amb els seus capricis polítics. Es van crear moltes nacions noves, com Síria, Líban, Aràbia Saudita i Iraq, i es va considerar per primera vegada la idea de crear un Estat jueu a Israel.
A més, el tancament de l'única ruta russa lliure de gel, que en aquell moment era a través dels Dardanels, va ofegar a l'economia russa fins que entre 1915 i 1916 es va construir una línia de ferrocarril cap on es convertiria en la ciutat de Múrmansk, a la costa de la mar de Barentsz, al nord llunyà. Les dificultats per a exportar els cereals o importar les municions eren un problema important tant per a l'economia russa com per a l'exèrcit rus. Junt amb la decisió alemanya d'alliberar a Vladimir Lenin en 1917, el tancament de la mar Negra va ser un dels factors principals de la «situació revolucionària» a Rússia, i que portaria el procés que va conduir a la Revolució d'Octubre.

## En la ficció
En la història alternativa curta «Tradition» escrita per Elizabeth Moon, l'almirall Christopher Cradock ocupa el lloc de l'almirall Troubridge com a comandant de la flota de creuers i destructors a l'est de l'estret de Messina.
En la història, Cradock ignora les instruccions de l'almirall Milne de vigilar la mar Adriàtica, ja que decideix interceptar el Goeben i el Breslau al nord de Creta. En la batalla, la seva flota perd dos dels quatre creuers cuirassats i sis dels seus vuit destructors, però finalment destrueix els dos vaixells alemanys abans que arribin a Constantinoble. En realitat, Cradock no estava present a la Mediterrània, però va morir tres mesos després en la batalla de Coronel on es va enfrontar amb una força alemanya més gran, una decisió que en part la va prendre perquè volia evitar la ignomínia de Troubridge quan suposadament va permetre que el Goeben i el Breslau s'escapessin.